# Association sportive Gendarmerie nationale
Maillots
L'Association sportive Gendarmerie nationale (en arabe : جمعية الدرك الوطني), plus couramment abrégé en AS Gendarmerie nationale, est un club djiboutien de football fondé en 2002 et basé à Djibouti, la capitale du pays. 

## Histoire
Le club compte à son palmarès deux championnats et une Coupe de Djibouti.
Grâce à ses succès en championnat, le club a participé à la Coupe Kagame inter-club en 2004. Il y termine dernier de sa poule, après avoir perdu les quatre rencontres qu'il a disputées. La même année, lors de la Ligue des champions arabes, il subit également deux lourdes défaites face à la formation saoudienne d'Al-Hilal.
En 2018, l'AS Gendarmerie nationale s'engage pour la première fois en Coupe de la confédération. Opposés au premier tour aux Tanzaniens de Simba Sports Club, ils sont éliminés (défaites 4-0 et 1-0)

## Palmarès
| Compétitions nationales |
| --- |
| - Championnat de Djibouti (2) : - Champion : 2003 et 2004. - Coupe de Djibouti (1) : - Vainqueur : 2017. - Finaliste : 2006 et 2019. |